# Chỉ (đơn vị đo)
Bài này viết về một đơn vị đo trọng lượng. Các nghĩa khác xin xem thêm Chỉ (định hướng)
Chỉ là đơn vị đo khối lượng trong ngành kim hoàn Việt Nam, đặc biệt dành cho vàng, bạc, bạch kim (tên khác: platin), vàng trắng...
Năm 2007, nghị định của Chính phủ Việt Nam  thống nhất quy định về đơn vị đo lường chính thức, đã quy định một chỉ bằng 3,75 gam theo hệ đo lường quốc tế hoặc bằng 1/10 lượng (lượng vàng hay lạng vàng, cây vàng).
Cách đơn vị tính này dựa trên hệ thống đo lường cổ của Việt Nam cũng như của Trung Hoa, trong đó 1 cân bằng 16 lạng (hay lượng), 1 lạng bằng 10 chỉ, 1 chỉ bằng 10 phân. Chỉ còn được gọi là tiền hoặc đồng (hay đồng cân).

## Từ nguyên
Ngày xưa, ngón tay đeo nhẫn ở Trung Quốc được gọi là vô danh chỉ. Từ chỉ hoàn cũng có nghĩa là nhẫn. Đây có thể là một trong những nguyên nhân dẫn đến cách dùng chỉ để làm đơn vị cho vàng như ngày nay, do vàng được dùng làm nhẫn và đồ trang sức.

## Các khác biệt
Một số tài liệu  cho biết 1 chỉ trong truyền thống được ước chừng bằng 3,78 gam. Nhưng ngày nay, theo quy định chính thức thì 1 chỉ bằng 3,75 gam..
Đơn vị đo khối lượng chỉ ở Việt Nam hiện nay không hoàn toàn giống với đơn vị tiền (錢: mace, tsin hay chee) ở Hồng Kông nơi mà 1 tiền bằng 3,779936375 gam.